# Ланглуа, Альбер
Альбер Ланглуа (фр. Albert Langlois; 6 ноября 1934, Мейгог — 19 сентября 2020, Калифорния, США) — канадский хоккеист, игравший на позиции защитника; трёхкратный обладатель Кубка Стэнли в составе «Монреаль Канадиенс» (1958, 1959, 1960).

## Биография

### Игровая карьера
На юниорском уровне играл за команды из Квебека, после чего присоединился к «Шавинган Катарктез», где отмечался хорошей результативностью. Перейдя в «Рочестер Американс», где заработал за сезон 29 очков (5+24) и обратил внимания «Монреаль Канадиенс», где дебютировал в конце сезона 1957/58. В составе «Канадиенс» он завоевал три Кубка Стэнли подряд, выигрывая их в 1958, 1959 и 1960 годах; в 1959 и 1960 годах он дважды входил в заявку на Матч всех звёзд НХЛ.
В 1961 году был обменян в «Нью-Йорк Рейнджерс», где отыграл три сезона; в «Рейнджерс» он отмечался результативностью, но в сезоне 1963/64 его игровые качества пошли на спад и он был обменян в «Детройт Ред Уингз». Отыграв полтора сезона в «Детройте», в 1965 году он был вновь обменян в «Бостон Брюинз», который стал его последним клубом в НХЛ.
Последним его клубом в карьере стал «Лос-Анджелес Блэйдс», в котором он играл сезон 1966/67, после чего завершил свою игровую карьеру в возрасте 32 лет.

### Смерть
Умер 19 сентября 2020 года в Калифорнии на 86-м году жизни.